# Медівник
Медівни́к (Philemon) — рід горобцеподібних птахів родини медолюбових (Meliphagidae). Представники цього роду мешкають в Австралії, на сході Індонезії, на Папуа Новій Гвінеї та на Новій Каледонії.

## Види
Виділяють вісімнадцять видів:
- Медівник малий (Philemon meyeri)
- Медівник тонкодзьобий (Philemon brassi)
- Медівник австралійський (Philemon citreogularis)
- Медівник сірощокий (Philemon kisserensis)[10]
- Медівник тиморський (Philemon inornatus)
- Медівник моротайський (Philemon fuscicapillus)
- Медівник серамський (Philemon subcorniculatus)
- Медівник брунатний (Philemon moluccensis)
- Медівник танімбарський (Philemon plumigenis)[11]
- Медівник рогодзьобий (Philemon buceroides)
- Медівник новогвінейський (Philemon novaeguineae)[12]
- Медівник квінслендський (Philemon yorki)[13]
- Медівник новобританський (Philemon cockerelli)
- Медівник новоірландський (Philemon eichhorni)
- Медівник мануський (Philemon albitorques)
- Медівник сивоголовий (Philemon argenticeps)
- Медівник гологоловий (Philemon corniculatus)
- Медівник новокаледонський (Philemon diemenensis)

## Етимологія
Наукова назва роду Philemon походить від слова дав.-гр. φιλημων — той, хто пестить, цілує.